# Encephalartos altensteinii
Encephalartos altensteinii, la cica espinosa, es una especie  de la familia Zamiaceae, de las zonas costeras húmedas de Sudáfrica de crecimiento extremadamente lento. 

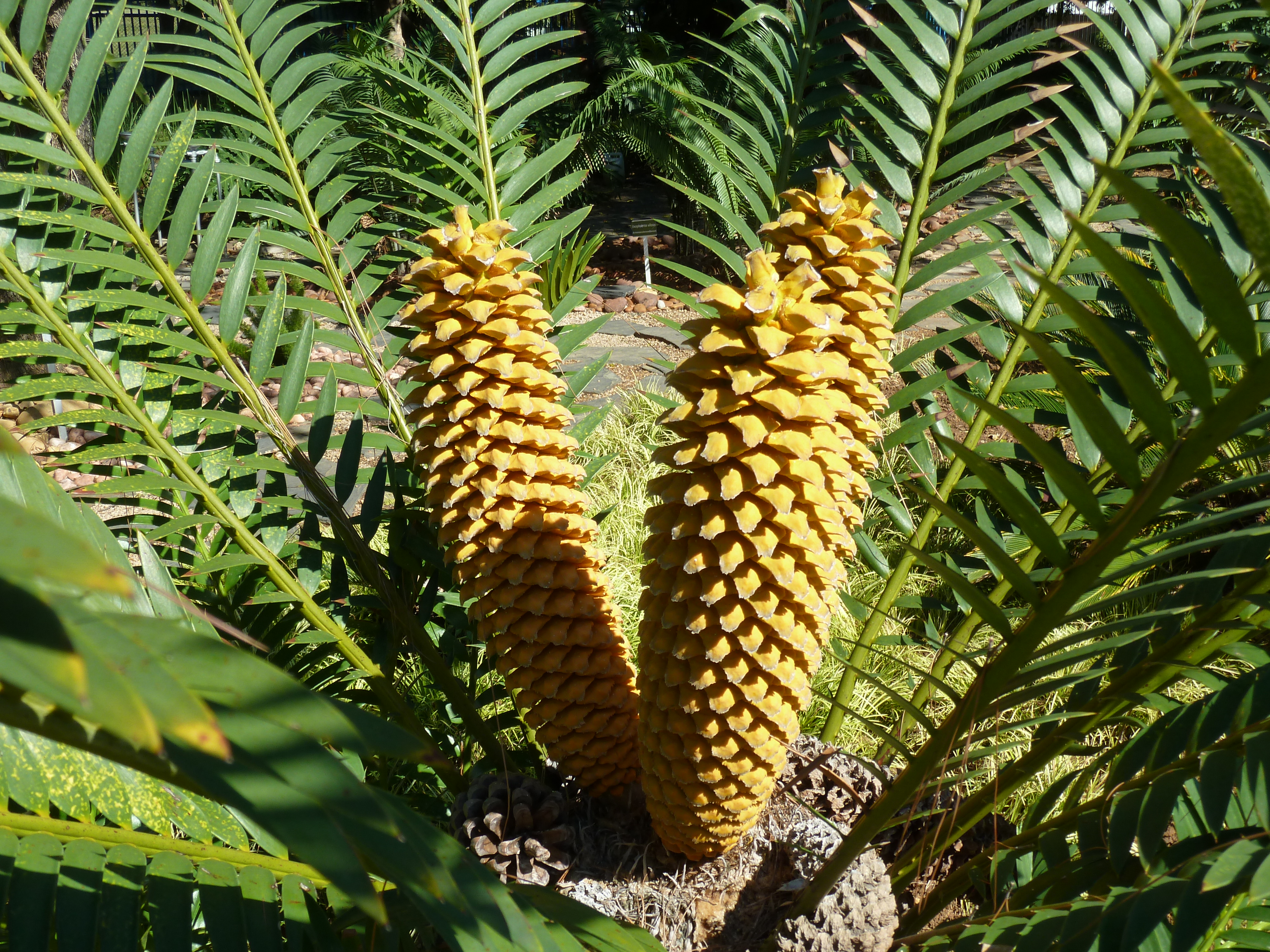
Frutos

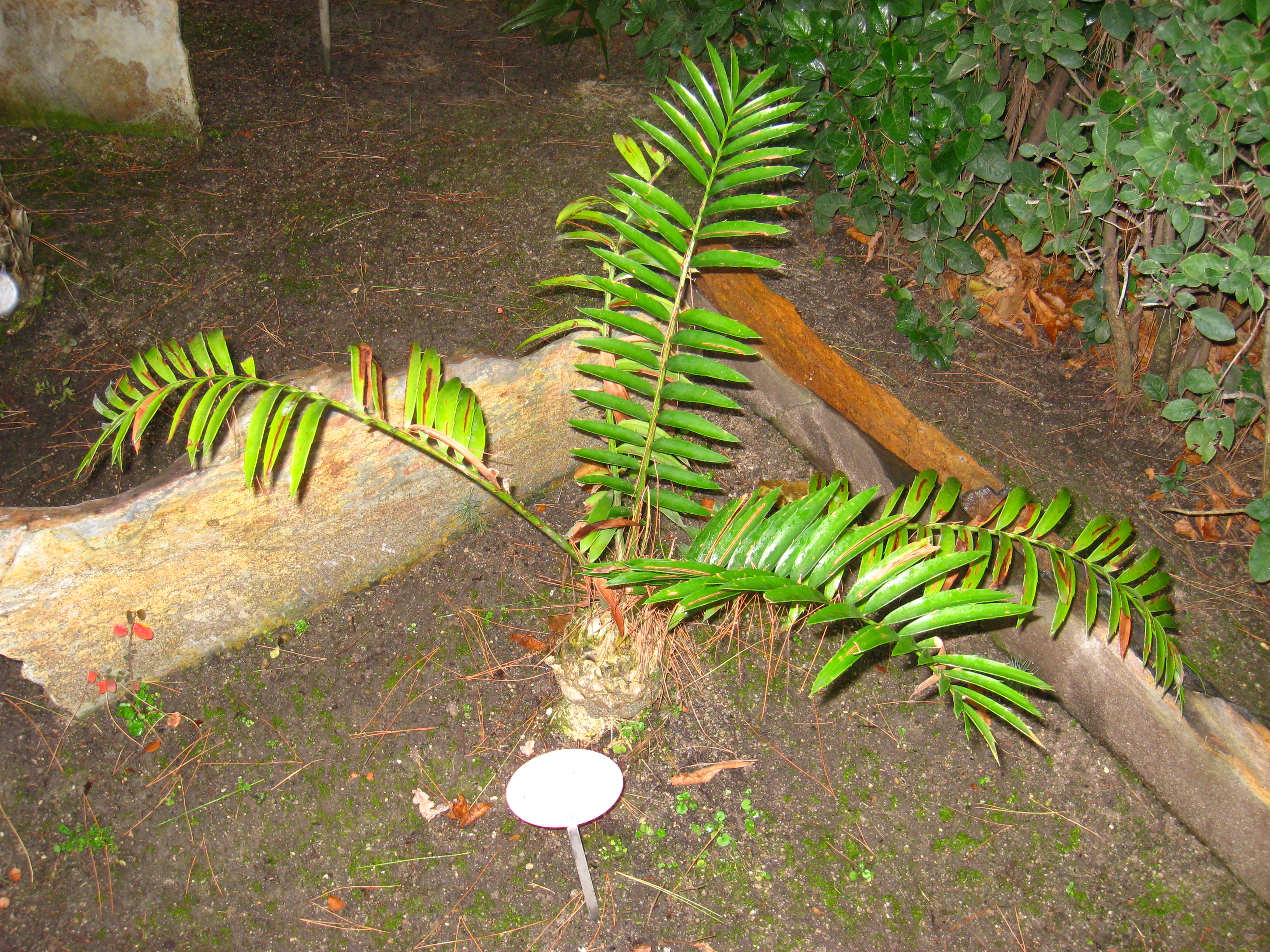
Planta joven

## Descripción
Sus rígidas frondes, como las de las palmas, miden cerca de 1,8 m, con numerosos folíolos rígidos de dientes espinosos. Un ejemplar femenino puede producir conos que parecen piñas alargadas gigantes de 45 cm de longitud.

## Taxonomía
Encephalartos altensteinii fue descrita por Johann Georg Christian Lehmann y publicado en Novarum et Minus Cognitarum Stirpium Pugillus 6: 11, t. 4–5. 1834.
Sinonimia
- Encephalartos marumii de Vriese
- Encephalartos regalis W.Bull
- Zamia altensteinii (Lehm.) Heynh.
- Zamia glabra J.Schust.
- Zamia katzeri Regel ex J.Schust.
- Zamia spinosa Lodd. ex Miq.
- Zamia vernicosa auct.
- Zamia vroomanii Gentil[3][4]